# Luzia Fernandes
Luzia Fernandes – brazylijska judoczka.
Wicemistrzyni igrzysk Ameryki Południowej w 2002, a także mistrzostw Ameryki Południowej w 2002 roku.